# Przeklęte oko proroka
Przeklęte oko proroka – polsko-bułgarski film przygodowy z roku 1984 w reżyserii Pawła Komorowskiego. Film jest kontynuacją przygodowego filmu „Oko proroka” zrealizowanego na podstawie powieści „Oko proroka czyli Hanusz Bystry i jego przygody” Władysława Łozińskiego.
Akcja toczy się w niespokojnym czasie dla Rzeczypospolitej, za panowania Jana Kazimierza, na tle buntów kozackich. Turcy zapuszczają się w głąb kraju. Napadają także na zajazd Bystrych pod Tarnowem. Gnany awanturniczą naturą Hanusz Bystry wyprawia się na Bałkany, by uwolnić swego przyjaciela, Semena Bedryszkę, pojmanego przez Turków podczas poszukiwania wziętego w jasyr ojca.

## Obsada
- Lubomir Cwetkow jako Hanusz Bystry
- Franciszek Trzeciak jako Kajdasz
- Djoko Rosić jako Kara Mordach
- Zbigniew Borek jako kozak Semen Bedryszko
- Andrzej Kozak jako ojciec Benignus
- Aleksander Goczew jako Dragan
- Nikołaj Chadżiminew jako Mongoł
- Bogdan Baer jako wachmistrz
- Andrzej Balcerzak jako Heliasz
- Adam Probosz jako Urbanek, syn Heliasza
- Henryk Bista jako podstarości
- Edward Linde-Lubaszenko jako Marek Bystry, ojciec Hanusza
- Gustaw Lutkiewicz jako kozak Opanas Bedryszko
- Wiesław Gołas jako kozak Midopak, wspólnik Semena
- Adam Romanowski jako młody chłop
- Aleksandyr Goczew jako Dragan; a także janczar, brat Dragana
- Janusz Kłosiński jako Kalicki
- Krzysztof Litwin jako kupiec Grygier
- Dobri Dobrew
- Stefan Cwetkow
- Tadeusz Kwinta